# Emerson (football, 1980)
Pour les articles homonymes, voir Emerson.
Emerson de Andrade Santos, dit Emerson est un footballeur brésilien né le 23 avril 1980.